# 官文

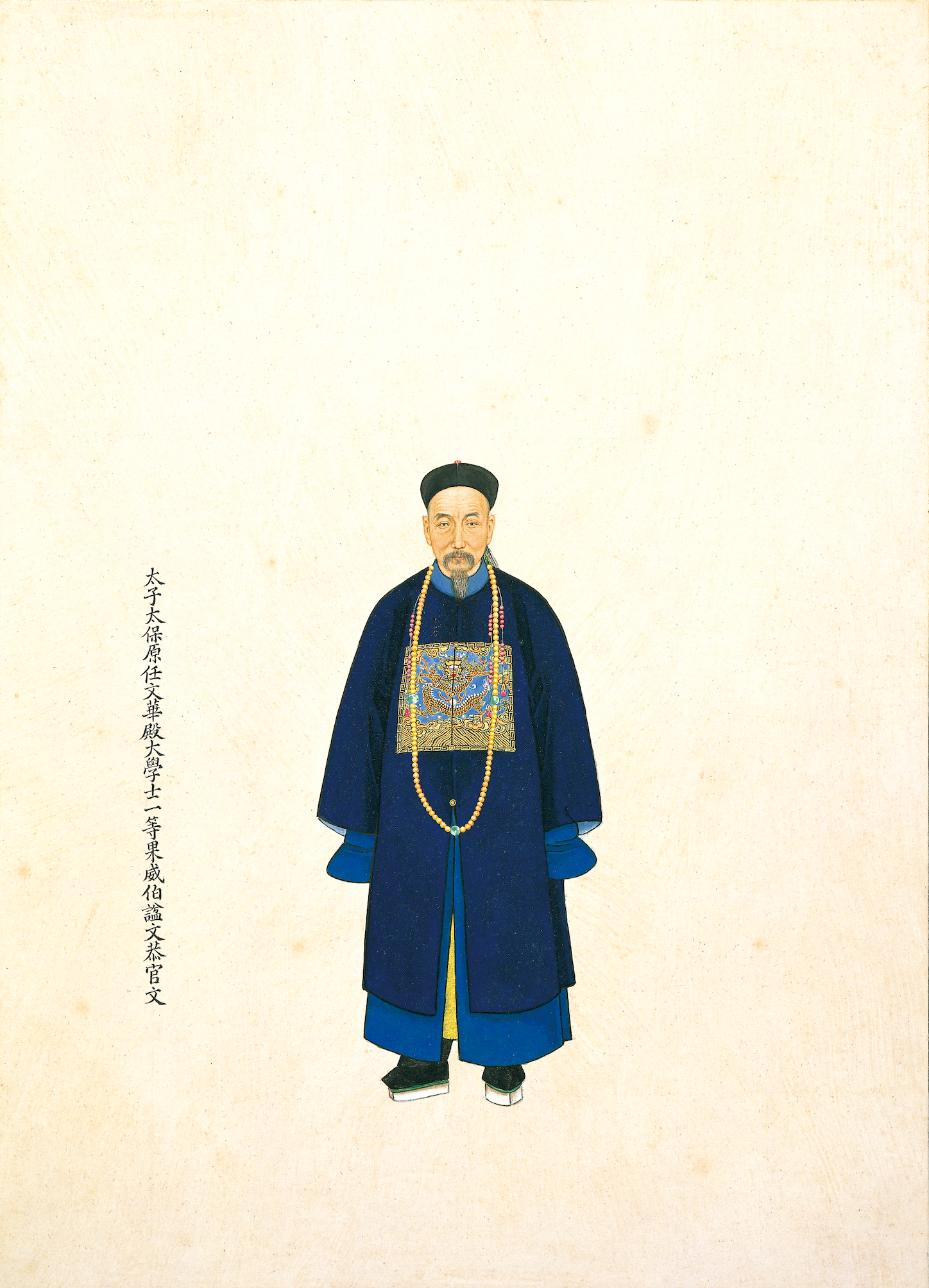
官文

官文（かんぶん、グワンウェン、満洲語：ᡤᡠᠸᠠᠨᠸᡝᠨ　転写：guwanwen、1798年 - 1871年）は、清の官僚。字は秀峰。満州正白旗人。ワンギャ氏（wanggiya hala、王佳氏）。官職は文華殿大学士など。
荊州将軍であったが、咸豊5年（1855年）に湖広総督に昇進し、八旗軍・緑営軍を率いて曽国藩の湘軍と共に太平天国の乱鎮圧にあたった。初めは曽国藩を牽制・排除しようとしたため、曽国藩からは「平凡な人物」と評されているが、戦略思考と行政手腕には優れたものがあった。太平天国の乱を鎮圧した後は二等侯太子太保を授けられたが、これは一等侯の曽国藩に次ぐものであった。
同治5年（1866年）11月、捻軍との戦いで功績が上がらないのを湖北巡撫曽国荃（曽国藩の弟）に弾劾され、翌同治6年（1867年）に湖広総督を辞職した。同年に直隷総督代理に返り咲いたが、翌年の同治7年（1868年）に曽国藩に取って代えられた。この政争は清の朝廷で漢民族の総督・巡撫が実権を握り、満州人の勢力が後退するきっかけとなる事件であった。
著作に『蕩平髪逆附記』がある。